# Litoria iris
Litoria iris är en groddjursart som först beskrevs av Tyler 1962.  Litoria iris ingår i släktet Litoria och familjen lövgrodor. IUCN kategoriserar arten globalt som livskraftig. Inga underarter finns listade i Catalogue of Life.